# Станислав Бинички
Станислав Бинички (Јасика, код Крушевца, 27. јул 1872 — Београд, 15. фебруар 1942) био је српски композитор, диригент и педагог. Сматран је највећим представником српске класичне музике. Аутор је прве српске опере На уранку и војничког марша На Дрину.

## Каријера
Прва музичка знања стекао је од Стевана Мокрањца и Јосифа Маринковића, певајући у певачком друштву Обилић као и у Београдском певачком друштву. Школовао се у Београду, Нишу и Лесковцу, а свирао је виолину и флауту. Још током гимназијских дана је обрађивао композиције за ђачки оркестар, а занимао се и за соло певање. Иако је био музички врло талентован по жељи оца уписује Природно-математички факултет на тадашњем Филозофском факултету у Београду. За време студија у склопу Велике школе оснива Академско музичко друштво. Затим, после једногодишњег рада у гимназији у Лесковцу, где је предавао математику, одлази у Минхен, где наредних четири године, између 1895. и 1899. године, студира композицију и соло певање на Музичкој академији код професора Јозефа Рајубергера. Након завршених студија, вратио се у Београд, где је учествовао у развоју музичке и педагошке делатности. Постаје војни капелник и оснива први симфонијски Београдски војни оркестар, а 1904. и Музику краљеве гарде којом диригује до 1920. Паралелно са дириговањем активан је и као хоровођа у Београдском певачком друштву Обилић, Типографском певачком друштву Јакшић, као и у Певачкој дружини Станковић. Заједно са Мокрањцем и Цветком Манојловићем оснива Српску музичку школу (данас Музичка школа „Мокрањац“). Био је хоровођа многих певачких друштава и диригент Народног позоришта, где је и 1920. године основао Оперу, чији је први диригент и директор био.
Од 1924. посвећује се компоновању, познат је и по томе што је за своје композиције користио фолклорне мотиве. Његово најпознатије дело је, прва у српској музици, опера На уранку, опера у једном чину из 1903, на текст Бранислава Нушића, која се сматра првом српском опером са елементима народне музике.
Први светски рат са својим Оркестром Краљеве гарде одвео га је на Крф, где је и у овом тешком времену Бинички са својим оркестром активан организујући хуманитарне концерте на Крфу и у Солуну, а потом кад су прилике то дозволиле концертна активност настављена је после рата тачније 1916. у Паризу, Лиону, Бордоу, Тулузу, Монтабану, Оранжу, Марсељу, Тулону и Ници. Турнеја у Француској је била више него успешна. Због великог интересовања Француска је затражила од Србије да дозволи Станиславу Биничком и оркестру Краљеве гарде да продужи боравак и турнеју по Француској, што је депешом потврђено, а Француска је још неко време могла уживати у концертима под палицом Станислава Биничког. Наредне године1917., Удружење композитора и музичких извођача Француске, Станилава Биничког су прогласили за свог почасног члана.
Аутор је већег броја композиција за војне дувачке оркестре: увертире Из мог завичаја, циклуса народних песама у обради На Липару, циклуса Песме из Јужне Србије и Мијатовке, војних маршева На Дрину и Парадни марш. Сматра се да је најпознатији српски марш, На Дрину, Бинички посветио пуковнику Стојановићу, који је погинуо у Колубарској бици.
Компоновао је музику за бајку Љиљан и оморика, увертиру за Војновићев Еквиноцио, музику за позоришне комаде Пут око света, Наход, Ташана и др.

## Лик и дело
Станислав Бинички је био уважена личност када је, крајем тридесетих година 20. века, позван да по први пут чује новопостављена звона на новој, управо завршеној цркви Светог Александра Невског на Дорћолу у Београду. Према запису у црквеном летопису Бинички је, слушајући, у одушевљењу узвикнуо: „Ето коначно и Београд доби права црквена звона“.
У његовој родној Јасици код Крушевца сваке године се одржава музичка манифестација Дани Станислава Биничког, у оквиру које су наступили многи угледни солисти и ансамбли.
О његовом животу је снимљен тв филм "Бинички". По њему су названи Певачка дружина Бинички и Музичка школа „Станислав Бинички”.
Његова супруга била је Мирослава Бинички, рођена Фрида Бланк, немица коју је упознао током студија у Минхену.